# Distretto di Mendes
Il distretto di Mendes è un distretto della Provincia di Relizane, in Algeria.

## Comuni
Il distretto comprende 3 comuni:
- Mendes
- Oued Essalem
- Sidi Lazreg